# ドイツ児童文学賞

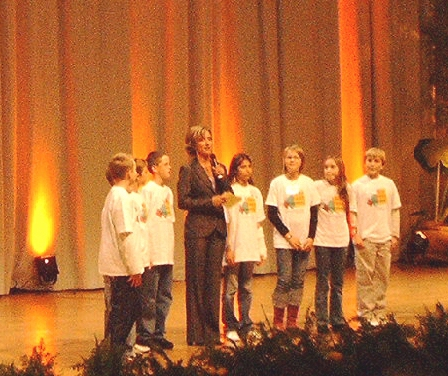
フランクフルト・ブックフェアで行われた授賞式（2005年）

ドイツ児童文学賞（ドイツじどうぶんがくしょう、独: Deutsche Jugendliteraturpreis）は1956年創設の児童文学の賞で、ドイツ家族・高齢者・婦人・青少年省により毎年授与される。当初の名称は「ドイツ児童図書賞」（Preis "Deutscher Jugendbuchpreis"）といい、1981年に現在の名称に改めた。
ドイツ唯一の国営の文学賞であり、卓越した国際的な児童文学作品に授与される。ドイツ語による作品のみならず、ドイツ語に翻訳された世界中の書籍も選考の対象であり、オランダ、スウェーデン、イギリス、アメリカ合衆国の作家たちも過去に多数受賞している。また著者のほか挿し絵家や翻訳家に特別賞を贈る。
選考と授与を社団法人・児童文学のための作業部会が担当する（AKJ ：Arbeitskreis für Jugendliteratur e. V.）。1996年にブロンズ像を贈ることになり、彫刻家デトレフ・クラフトに委嘱してモモ像を作り、受賞者にミヒャエル・エンデの小説の登場人物を象った高さ30 cmの像を授与する。
例年の候補作リストは当年3月中旬にライプツィヒ・ブックフェアで公開し、授賞式は同じく10月上旬から下旬の間に始まるフランクフルト・ブックフェアに併設される。部門賞として絵本、児童書、ヤングアダルト、ノンフィクションの4つを設け、また青少年審査委員賞もそれぞれ賞金は8000ユーロである。しばしば選ばれる特別賞とは作品のすべての作り手が対象で副賞は1万ユーロ、原著者やイラストレーター、翻訳家などに授与される。

## 歴史
ドイツ児童文学賞はその創設以来、何度も変更が行われてきた。1956年から1963年までの初期段階では児童書とヤングアダルトの2部門と、追加で毎年違った標題（たとえば「最優秀メルヘン」「最優秀絵本」「最優秀ノンフィクション」など）の特別賞だけが授与されていた。1964年には特別賞が廃止され、翌年からそれに代わり、新しく最優秀絵本と最優秀ノンフィクションの部門を設けた。さらに、1991年以降はイラストレーションや翻訳など特別な業績も表彰の対象とする。当初、「青少年賞」と呼ばれた賞を、2003年に青少年が選ぶ青少年審査委員賞として新設。

## 批評家の審査委員と青少年審査委員
審査委員は批評家で構成し、社団法人・児童文学のための作業部会の幹部とドイツ家族・高齢者・婦人・青少年省の大臣から任期2年で委嘱され、最長で連続2期4年まで務めることができる。委員の定数は9名、内訳は委員長1名以下、委員8名は4部門すなわち絵本、児童書、ヤングアダルト、ノンフィクションそれぞれの分野の専門家を2名ずつ選ぶ。
青少年審査委員はドイツの6つのブッククラブから2人ずつ選任され、青少年審査委員賞を決定する。

## 各賞

### 2020年–2029年
2024年
- 絵本：Mượn Thị Văn、Victo Ngai　Wünsche
- 児童書：サーシャ・スタニシチ、レギーナ・ケーン　ぼくたちのオオカミ
- ヤングアダルト：Eva Rottmann　Kurz vor dem Rand
- ノンフィクション：Patrick Oberholzer　Games - Auf den Spuren der Flüchtenden aus Afghanistan
- 青少年審査委員賞：Alice Winn　Durch das große Feuer
- 特別賞：Rolf Erdorf
- 新人特別賞：Astrid Bührle-Gallet

2023年
- 絵本：Benjamin Gottwald　Spinne spielt Klavier. Geräusche zum Mitmachen
- 児童書：Tanja Esch　Boris, Babette und lauter Skelette
- ヤングアダルト：Chantal-Fleur Sandjon　Die Sonne, so strahlend und Schwarz
- ノンフィクション：Kathrin Köller、イルメラ・シャウツ　Queergestreift. Alles über LGBTIQA+
- 青少年審査委員賞：リズ・ケスラー　Als die Welt uns gehörte
- 特別賞：Alois Prinz
- 新人特別賞：Annika Büsing

2022年
- 絵本：Emma Adbåge　Unsere Grube
- 児童書：Ali Benjamin　Die Suche nach Paulie Fink
- ヤングアダルト：キルステン・ボイエ　ペンツベルクの夜
- ノンフィクション：Bianca Schaalburg　Der Duft der Kiefern. Meine Familie und ihre Geheimnisse
- 青少年審査委員賞：Benedict Wells　Hard Land
- 特別賞：Hans Ticha
- 新人特別賞：Mia Oberländer

2021年
- 絵本：シドニー・スミス　このまちのどこかに
- 児童書：Marianne Kaurin　Irgendwo ist immer Süden
- ヤングアダルト：ユルガ・ヴィレ、リナ板垣　シベリアの俳句
- ノンフィクション：Christoph Drösser　100 Kinder
- 青少年審査委員賞：Will Hill　After the Fire
- 特別賞：Gudrun Penndorf
- 新人特別賞：Lena Dorn

2020年
- 絵本：マック・バーネット、ジョン・クラッセン　サンカクさん　シカクさん　マンマルさん
- 児童書：Will Gmehling　Freibad: Ein ganzer Sommer unter dem Himmel
- ヤングアダルト：Dita Zipfel、Rán Flygenring　Wie der Wahnsinn mir die Welt erklärte
- ノンフィクション：David Böhm　A wie Antarktis
- 青少年審査委員賞：サラ・クロッサン　Moonrise
- 特別賞：コルネーリア・フンケ
- 新人特別賞：Rieke Patwardhan

### 2010年–2019年
2019年
- 絵本：Iris Anemone Paul　Polka für Igor
- 児童書：Erin Entrada Kelly　Wünsche ans
- ヤングアダルト：Steven Herrick　Ich weiß, heute Nacht werde ich träumen
- ノンフィクション：Anja Reumschüssel　Extremismus
- 青少年審査委員賞：ニール・シャスタマン　僕には世界がふたつある
- 特別賞：Volker Pfüller
- 新人特別賞：Iris Anemone Paul

2018年
- 絵本：オイヴィン・トールシェーテル　Der siebente Bruder,oder Das Herz im Marmeladenglas
- 児童書：岩佐めぐみ　ぼくはアフリカにすむキリンといいます
- ヤングアダルト：Manja Präkels　Als ich mit Hitler Schnapskirschen aß
- ノンフィクション：Gianumberto Accinelli、Serena Viola　Der Dominoeffekt oder Die unsichtbaren Fäden der Natur
- 青少年審査委員賞：アンジー・トーマス　ザ・ヘイト・ユー・ギヴ：あなたがくれた憎しみ
- 特別賞：Uwe-Michael Gutzschhahn
- 新人特別賞：Gesa Kunter

2017年
- 絵本：イザベル・マルチンス、ベルナルド・カルヴァーリョ　Hier kommt keiner durch!
- 児童書：ヤコブ・ヴェゲリウス　Sally Jones. Mord ohne Leiche
- ヤングアダルト：Bonnie-Sue Hitchcock　Der Geruch von Häusern anderer Leute
- ノンフィクション：Piotr Socha　Bienen
- 青少年審査委員賞：ベッキー・アルバータリ　サイモンvs人類平等化計画
- 特別賞：グードルン・パウゼヴァング
- 新人特別賞：Mario Fesler　Lizzy Carbon und der Klub der Verlierer

2016年
- 絵本：Edward van de Vendel、Anton van Hertbruggen　Der Hund, den Nino nicht hatte
- 児童書：Hayfa Al Mansour　Das Mädchen Wadjda
- ヤングアダルト：Kirsten Fuchs　Mädchenmeute
- ノンフィクション：Kristina Gehrmann　Im Eisland
- 青少年審査委員賞：Peer Martin　Sommer unter schwarzen Flügeln
- 特別賞：クラウス・コルドン

2015年
- 絵本： デヴィッド・ウィーズナー　ミスターワッフル！
- 児童書： パム・ムニョス・ライアン、ピーター・シス　Der Träumer
- ヤングアダルト： Susan Kreller　Schneeriese
- ノンフィクション：Christina Röckl　Und dann platzt der Kopf
- 青少年審査委員賞：デイヴィッド・レヴィサン　エヴリデイ
- 特別賞：Sabine Friedrichson

2014年
- 絵本： クロード・Ｋ・デュボワ　かあさんはどこ？
- 児童書：マルティナ・ヴィルトナー　飛び込み台の女王
- ヤングアダルト： Inés Garland　Wie ein unsichtbares Band
- ノンフィクション： Heidi Trpak　Gerda Gelse: Allgemeine Weisheiten über Stechmücken
- 青少年審査委員賞：R・J・パラシオ　ワンダー Wonder
- 特別賞：Angelika Kutsch

2013年
- 絵本： ジョン・クラッセン　どこいったん
- 児童書：フランク・コットレル・ボイス　Der unvergessene Mantel
- ヤングアダルト：Tamta Melaschwili　Abzählen
- ノンフィクション：ラインハルト・クライスト　Der Boxer
- 青少年審査委員賞：ジョン・グリーン　さよならを待つふたりのために
- 特別賞：アンドレアス・シュタインヘーフェル

2012年
- 絵本：ピア・リンデンバウム　Mia schläft woanders
- 児童書：Finn-Ole Heinrich　Frerk, du Zwerg!
- ヤングアダルト：Nils Mohl　Es war einmal Indianerland
- ノンフィクション：オスカー・ブルニフィエ、ジャック・デプレ　哲学してみる
- 青少年審査委員賞：パトリック・ネス　怪物はささやく
- 特別賞：ノルマン・ユンゲ

2011年
- 絵本：マーティン・バルトシャイト　Die Geschichte vom Fuchs, der den Verstand verlor
- 児童書：Milena Baisch　Anton taucht ab
- ヤングアダルト：ヴォルフガング・ヘルンドルフ　14歳、ぼくらの疾走：マイクとチック
- ノンフィクション：Alexandra Maxeiner、Anke Kuhl　Alles Familie!
- 青少年審査委員賞：Ursula Poznanski　Erebos
- 特別賞：Tobias Scheffel

2010年
- 絵本：スティアン・ホーレ　ガルマンの夏
- 児童書：ジャン・レニョ、Émile Bravo、Michael Hau　僕のママはアメリカにいるんだ
- ヤングアダルト：Nadia Budde　Such dir was aus, aber beeil dich! Kindsein in zehn Kapiteln
- ノンフィクション：Christian Nürnberger　Mutige Menschen: Widerstand im dritten Reich
- 青少年審査委員賞：スーザン・コリンズ　ハンガー・ゲーム
- 特別賞：ミリヤム・プレスラー

### 2000年–2009年
2009年
- 絵本：ショーン・タン　アライバル
- 児童書：アンドレアス・シュタインヘーフェル、ペーター・シェッソウ　リーコとオスカーともっと深い影
- ヤングアダルト：ケヴィン・ブルックス　The Road of the Dead
- ノンフィクション：Wolfgang Korn、クラウス・エンジカット　Das Rätsel der Varusschlacht
- 青少年審査委員賞：マークース・ズーサック　本泥棒
- 特別賞：ユッタ・バウアー

2008年
- 絵本：Susanne Janssen　ヘンゼルとグレーテル
- 児童書：ポーラ・フォックス　Ein Bild von Ivan
- ヤングアダルト：メグ・ローゾフ　ジャストインケース：終わりのはじまりできみを想う
- ノンフィクション：Andres Veiel　Der Kick. Ein Lehrstück über Gewalt
- 青少年審査委員賞：マリー・オード・ミュライユ　Simpel
- 特別賞：Gabriele Haefs

2007年
- 絵本：ニコラス・ハイデルバッハ　Königin Gisela
- 児童書：ヨン・フォッセ　Schwester
- ヤングアダルト：Do van Ranst　Wir retten Leben, sagt mein Vater
- ノンフィクション：Brian Fies　Mutter hat Krebs
- 青少年審査委員賞：マークース・ズーサック　メッセージ
- 特別賞：キルステン・ボイエ

2006年
- 絵本：ペーター・シェッソウ　Gehört das so??! Die Geschichte von Elvis
- 児童書：ヴァレリー・デール　リリとことばをしゃべる犬
- ヤングアダルト：ドルフ・フェルルーン　真珠のドレスとちいさなココ
- ノンフィクション：アーニャ・トゥッカーマン　'Denk nicht, wir bleiben hier!' – Die Lebensgeschichte des Sinto Hugo Höllenreiner by
- 青少年審査委員賞：ケヴィン・ブルックス　ルーカス
- 特別賞：ロートラウト・ズザンネ・ベルナー

2005年
- 絵本：チェン・ジャンホン　この世でいちばんすばらしい馬
- 児童書：ゾラン・ドヴェンカー作、木本栄 訳、アンドレアス・シュタインヘーフェル 注、オレ・ケネツケ 絵　走れ！ 半ズボン隊
- ヤングアダルト：Dorota Masłowska　Schneeweiß und Russenrot
- ノンフィクション：Anne Möller　Nester bauen, Höhlen knabbern
- 青少年審査委員賞：Graham Gardner　Im Schatten der Wächter
- 特別賞：Harry Rowohlt

2004年
- 絵本：マーガレット・ワイルド、ロン・ブルックス、寺岡襄 訳　『キツネ』
- 児童書：M・マター　Ein Schaf fürs Leben
- ヤングアダルト：タマラ・バック　Marsmädchen
- ノンフィクション：アロイス・プリンツ　Lieber wütend als traurig. Die Lebensgeschichte der Ulrike Marie Meinhof
- 青少年審査委員賞：リアン・ハーン　オオトリ国記伝１　魔物の闇
- 特別賞：ベノ・プルードラ

2003年
- 絵本：カーチャ・カン　Unsichtbar (Invisible)
- 児童書：フィリップ・アーダー、デイヴィッド・ロバーツ　あわれなエディの大災難
- ヤングアダルト：ホリー・ジェーン・ラフレンス　Prinz William, Maximilian Minsky und ich
- ノンフィクション：ニコラウス・パイパー　Geschichte der Wirtschaft
- 青少年審査委員賞：クラウス・コルドン　Krokodil im Nacken
- 特別賞：ヴォルフ・エァルブルッフ

2002年
- 絵本：ケイティ・クープリ、アントナン・ルーチャード　Die ganze Welt
- 児童書：フース・コイヤー、アリス・ホーフスタッド　Wir alle für immer zusammen
- ヤングアダルト：アレクサ・ヘニッヒ・フォン・ランゲ　Ich habe einfach Glück
- ノンフィクション：ベルント・シュール　Das visuelle Lexikon der Umwelt
- 特別賞：コルネリア・クルーズ・アーノルド

2001年
- 絵本：ユッタ・バウアー　おこりんぼママ
- 児童書：ユッタ・リヒター　Der Tag, als ich lernte die Spinnen zu zähmen
- ヤングアダルト：リチャード・ヴァン・キャンプ　Die ohne Segen sind
- ノンフィクション：スザンネ・パウルゼン　Sonnenfresser. Wie Pflanzen leben
- 特別賞：ペーター・ヘルトリング

2000年
- 絵本：ナディア・ブッデ　Eins zwei drei Tier
- 児童書：ビヤーネ・ロイター　Hodder der Nachtschwärmer
- ヤングアダルト：シャルロッテ・ケルナー　ブルー・プリント
- ノンフィクション：アンディジェ・フォン・ステム　Fräulein Pop und Mrs. Up und ihre große Reise durchs Papierland. Ein Pop-up-Buch zum Selberbasteln
- 特別賞：ニコラス・ハイデルバッハ

### 1990年–1999年
1999年
- 絵本：F・K・ヴェヒター『赤いおおかみ』
- 児童書：アニカ・トール　海の島
- ヤングアダルト：テッド・ファン・リースハウト　Bruder
- ノンフィクション：ピーター・シス　Tibet. Das Geheimnis der roten Schachtel
- 特別賞：ビルギッタ・キッフェラー

1998年
- 絵本：アメリー・フリート、ジャッキー・グライヒ　どこにいるの　おじいちゃん
- 児童書：イレーネ・ディーシェ　お父さんの手紙
- ヤングアダルト：バルト・ムイヤールト、ロートラウト・ズザンネ・ベルナー　Bloße Hände (Bare Hands)
- ノンフィクション：スザンナ・パルチュ　Haus der Kunst
- 特別賞：ペーター・ハックス

1997年
- 絵本：グレゴワール・ソロタレフ　きみはおおきくてぼくはちいさい
- 児童書：シーラ・オチ　Karel, Jarda und das wahre Leben
- ヤングアダルト：P・ネルソン　So Lonely
- ノンフィクション：ラインハルト・カイザー　インゲへの手紙
- 特別賞：ビネッテ・シュレーダー

1996年
- 絵本：アンナ・ヘグルンド　Feuerland ist viel zu heiß!
- 児童書：ユルク・シュービガー、ロートラウト・ズザンネ・ベルナー　世界がまだ若かったころ
- ヤングアダルト：マッツ・ヴォール　冬の入江
- ノンフィクション：ビョルン・ソートランド、ラース・エリング　Rot, Blau und ein bißchen Gelb
- 特別賞：パウル・マール

1995年
- 絵本：イワン・ポモー　Detektiv John Chatterton
- 児童書：ミリアム・プレスラー　幸せを待ちながら
- ヤングアダルト：ペーテル・ポール、キナ・ギース　Du fehlst mir, du fehlst mir!
- ノンフィクション：クラウス・コルドン　ケストオナー
- 特別賞：クラウス・エンジカート

1994年
- 絵本：デヴィッド・ヒューズ　Macker
- 児童書：ウルフ・スタルク、アンナ・ヘルグンド　おじいちゃんの口笛
- ヤングアダルト：ヨースタイン・ゴルデル　ソフィーの世界
- ノンフィクション：ルード・ファン・デル・ロル、ライアン・フェルフーフェン　アンネ・フランク
- 特別賞：ミリアム・ブレスラー

1993年
- 絵本：ヴォルフ・エァルブルッフ　クマがふしぎにおもってたこと
- 児童書：ヘニング・マンケル　少年のはるかな海
- ヤングアダルト：A・M・ホームズ　Jack
- ノンフィクション：ヘルムート・ホルムング　星の王国の旅
- 特別賞：ヨゼフ・グッゲンモース

1992年
- 絵本：トーマス・ティードホルム、アンナ・クララ・ティードホルム　おじいちゃんをさがしに
- 児童書：ベンノー・プルードラ　マイカのこうのとり
- ヤングアダルト：メジャ・ムワンギ　Kariuki und sein weißer Freund
- ノンフィクション：ペレ・エッカーマン、スヴェン・ノルドクヴィスト　Linsen, Lupen und magische Skope

1991年
- 絵本：クヴィエタ・パツォウスカー　ふしぎなかず
- 児童書：ヴォルフ・シュピルナー　ぼくの冬の旅
- ヤングアダルト：アナトリ・プリスタフキ　Wir Kuckuckskinder
- ノンフィクション：ミハイル・クラウスニック　Die eiserne Lerche
- 特別賞：ウルズラ・ウェルフェル

1990年
- 絵本：イエルク・シュタイナー、イエルク・ミュラー　Aufstand der Tiere oder die Neuen Stadtmusikanten
- 児童書：ウーヴェ・ティム、グンナー・マチジアク　わたしのペットは鼻づらルーディ
- ヤングアダルト：ペーテル・ポール　ヤンネ、僕の友だち
- ノンフィクション：イルムガルト・ルフト　Wie kommt der Wald ins Buch?
- ノンフィクション：イスラエル・バーンバウム　Meines Bruders Hüter

### 1980年–1989年
1989年
- 絵本：ネーレ・マール、ヴェレーナ・バルハルス　Papa wohnt jetzt in der Heinrichstraße
- 児童書：イヴァ・プロハースコヴァー　Die Zeit der geheimen Wünsche
- ヤングアダルト：インゲボルク・バイヤー　Zeit für die Hora
- ノンフィクション：シンシア・ヴォイト　Samuel Tillerman, der Läufer

1988年
- 絵本：マーリット・カルホール、ヴェンケ・オイエン　さよなら、ルーネ
- 児童書：ヨーク・ファン・リューベン　デージェだっていちにんまえ
- ヤングアダルト：グードルン・パウゼヴァング　見えない雲
- ノンフィクション：クリスティーナ・ビョルク　リネアモネの庭で
- ノンフィクション：パウル・マール　Türme

1987年
- 絵本：デビッド・マッキー　青いかいじゅうと赤いかいじゅう
- 児童書：アヒム・ブレーガー　おばあちゃんとあたし
- ヤングアダルト：インゲル・エデルフェルド　Briefe an die Königin der Nacht
- ノンフィクション：フィン・ニオン・クアン、シャルロッテ・ケルナー　Lise, Atomphysikerin

1986年
- 絵本：トニー・ロス　おまえをたべちゃうぞーっ
- 児童書：エルス・ペロフロム　小さなソフィーとのっぽのパタパタ
- ヤングアダルト：ダグマール・チドルー　Lady Punk
- ノンフィクション：カリン・フォン・ヴェルク、クラス・エワート・エヴァーウィン　Für fremde Kaiser und kein Vaterland

1985年
- 絵本：アンナリーナ・マカフィー、アンソニー・ブラウン　Mein Papi, nur meiner!
- 児童書：ロアルド・ダール　オ・ヤサシ巨人 BFG
- ヤングアダルト：イゾルデ・ハイネ　Treffpunkt Weltzeituhr
- ノンフィクション：ギーゼラ・クレムト・コズィノウスキー、ヘルムート・コッホ、ハインケ・ヴンダーリヒ　Die Frauen von der Plaza de Mayo

1984年
- 絵本：アンネゲルト・フックスフーバー　Mäusemärchen – Riesengeschichte
- 児童書：グードルン・メブス　日曜日だけのママ
- ヤングアダルト：ティルマン・レーリヒ　三百年したら、きっと……
- ノンフィクション：クリスティーナ・ビョルク　リネアの12か月

1983年
- 絵本：該当作なし
- 児童書：ローベルト・ゲルンハルト　ミスター・Pの不思議な冒険
- ヤングアダルト：マルコム・ボス　Ganesh oder eine neue Welt
- ノンフィクション：該当作なし

1982年
- 絵本：スージー・ボーダル　ねことわたしのねずみさん
- 児童書：フース・コイヤー　Erzähl mir von Oma
- ヤングアダルト：マイロン・リーボイ　ナオミの秘密
- ノンフィクション：コーネリア・ユリウス　Von feinen und von kleinen Leuten

1981年
- 絵本：マルグレート・レティヒ　Die Reise mit der Jolle
- 児童書：エルゲン・スポーン　Drunter und drüber
- ヤングアダルト：ヴィリ・フェーアマン　少年ルーカスの遠い旅
- ノンフィクション：ヘルマン・フィンケ　白バラが紅く散るとき

1980年
- 絵本：ジョン・バーニンガム　ねえ、どれがいい？
- 児童書：ウルズラ・フックス　わたしのエマ
- ヤングアダルト：レナーテ・ヴェルシュ　Johanna
- ノンフィクション：グレーテ・ファーゲルストローム、グニッラ・ハンスン　イーダとペールとミニムン
- ノンフィクション：ヘルベルト・シュミット　Wie Tiere sich verständigen

### 1970年–1979年
1979年
- 絵本：ヤノッシュ　夢見るパナマ
- 児童書：トールモー・ハウゲン　夜の鳥
- ヤングアダルト：該当作なし
- ノンフィクション：ヴァージニア・Ａ・イェンセン、ドーカス・W・ハラー　Was ist das?

1978年
- 絵本：レイ・スミス、カトリオナ・スミス　すべるぞすべるぞどこまでも
- 児童書：エルフィ・ドネリー　さよならおじいちゃん…ぼくはそっといった
- ヤングアダルト：ディートロフ・ライヒェ　Der Bleisiegelfälscher
- ノンフィクション：ジェラルディン・ラックス・フラナガン　Nest am Fenster

1977年
- 絵本：フロレンス・ハイデ、エドワード・ゴーリー　Schorschi schrumpft
- 児童書：リュドビク・アシュケナーズ　Wo die Füchse Blockflöte spielen
- ヤングアダルト：アン・ルトガール・ファンデル・ルフ　Ich bin Fedde
- ノンフィクション：ウォリー・ハーバート　Eskimos

1976年
- 絵本：エリザベス・ボルヒャース、ヴィルヘルム・シュローテ　きょうはカバがほしいな
- 児童書：ペーター・ヘルトリング　おばあちゃん
- ヤングアダルト：ジョン・クリストファー　Die Wächter
- ノンフィクション：テオドール・ドレゾル　Planet des Menschen

1975年
- 絵本：F・K・ヴェヒター　いっしょがいちばん
- 児童書：該当作なし
- ヤングアダルト：ジーン・クレイグヘッド・ジョージ　オオカミとくらした少女ジュリー
- ノンフィクション：デビッド・マコーレイ　カテドラル

1974年
- 絵本：イエルク・ミュラー　Alle Jahre wieder saust der Preßlufthammer nieder
- 児童書：ジュディス・カー　ヒトラーにぬすまれたももいろうさぎ
- ヤングアダルト：ミヒャエル・エンデ　モモ
- ノンフィクション：オットー・フォン・フリッシュ　Tausend Tricks der Tarnung

1973年
- 絵本：ヤニコフスキー・エヴァ、レーベル・ラースロー　Große dürfen alles
- 児童書：クリスティーネ・ネストリンガー　きゅうりの王様やっつけろ
- ヤングアダルト：バーバラ・ワースバ　急いで歩け、ゆっくり走れ
- ノンフィクション：フレデリック・ヘットマン　Ich habe sieben Leben

1972年
- 絵本：該当作なし
- 児童書：ハンス・ヨアキム・ゲルベルト　Geh und spiel mit dem Riesen
- ヤングアダルト：オトフリート・プロイスラー　クラバート
- ノンフィクション：エルンスト・バウアー　Höhlen – Welt ohne Sonne

1971年
- 絵本：イエラ・マリ、エンゾ・マリ　りんごとちょう
- 児童書：ライナー・クンツェ　あるようなないような話
- ヤングアダルト：ルディェク・ペシェック　Die Erde ist nah
- ノンフィクション：アンノー・ドレクスラー、ヴォルフガング・ヒルゲン、フランツ・ナウマン　Gesellschaft und Staat

1970年
- 絵本：ヴィルフリード・ブレヒャー　Kunterbunter Schabernack
- 児童書：該当作なし
- ヤングアダルト：クラーラ・ヤルンコバー　Der Bruder des schweigenden Wolfes
- ノンフィクション：ローレンス・エリオット　Der Mann, der überlebte

### 1960年–1969年
1969年
- 絵本：アリ・ミットグッチュ　Rundherum in meiner Stadt
- 児童書：アイザック・バシェヴィス・シンガー　やぎと少年
- ヤングアダルト：ヤン・ブロハズカ　Es lebe die Republik
- ノンフィクション：該当作なし

1968年
- 絵本：カトリーン・ブライト　こびととくつや
- 児童書：ボーリン・クラーク　魔神と木の兵隊
- ヤングアダルト：マリア・ロッドマン　Der Sohn des Toreros
- ノンフィクション：エリック・ハイマン　... und unter uns die Erde

1967年
- 絵本：リロ・フロム　黄金の鳥
- 児童書：アンドリュー・サルキー　Achtung – Sturmwarnung Hurricane
- ヤングアダルト：ピーター・バーガー　Im roten Hinterhaus
- ノンフィクション：クルト・リュートゲン　謎の北西航路

1966年
- 絵本：ヴィルフリード・ブレヒャー　ウェンデリンはどこかな？
- 児童書：マックス・ボリガー　David
- ヤングアダルト：ハンス・ブレガー　Florian 14: Achter Alarm

1965年
- 絵本：レオ・レオニ　スイミー
- 児童書：ルーネル・ヨンソン　小さなバイキング
- ヤングアダルト：フレデリック・ヘットマン　Amerika-Saga

1964年
- 児童書：カテリーネ・アルフライ　イルカの夏
- ヤングアダルト：ミープ・ディークマン　... und viele Grüße von Wancho

1963年
- 児童書：ヨゼフ・ラダ　黒猫ミケシュのぼうけん
- ヤングアダルト：スコット・オデール　青いイルカの島

1962年
- 児童書：ウルズラ・ウェルフェル　火のくつと風のサンダル
- ヤングアダルト：クララ・アッスル　星の子

1961年
- 児童書：ミヒャエル・エンデ　ジム・ボタンの機関車大旅行
- ヤングアダルト：該当作なし
- 特別賞：ジェームズ・フェニモア・クーパー

1960年
- 児童書：ジェームス・クリュス　あごひげ船長九つ物語
- ヤングアダルト：エリザベス・ルイス　Schanghai 41

### 1956年–1959年
1959年
- 児童書：ハンス・ピーターソン　マグヌスと子りす
- ヤングアダルト：該当作なし
- 特別賞：アン・ルトガール・ファン・デル・ルフ　Pioniere und ihre Enkel
- 特別賞：レオ・シュナイダー モリス、Ｕ・エームズ　So fliegst du heute und morgen

1958年
- 絵本：マレーネ・ライデル　Kasimirs Weltreise
- 児童書：ハインリッヒ・デンネボルグ　ヤンと野生の馬
- ヤングアダルト：ヘルベルト・カウフマン　赤い月と暑い時

1957年
- 児童書：マインダート・ディヤング　コウノトリと六人の子どもたち
- ヤングアダルト：ニコラス・カラーシニコフ　極北の犬トヨン

1956年
- 児童書：ルイーズ・ファティオ、ロジャー・デュボアザン　ごきげんなライオン
- ヤングアダルト：クルト・リュートゲン　オオカミに冬なし